# Hilde Lauer
Hilde Lauer (Orțișoara, 24 de marzo de 1943) es una deportista rumana que compitió en piragüismo en la modalidad de aguas tranquilas.
Participó en los Juegos Olímpicos de Tokio 1964, obteniendo dos medallas: plata en la prueba de K1 500 m y bronce en K2 500 m.

## Palmarés internacional
| Juegos Olímpicos | Juegos Olímpicos | Juegos Olímpicos  | Juegos Olímpicos |
| Año              | Lugar            | Medalla           | Competición      |
| ---------------- | ---------------- | ----------------- | ---------------- |
| 1964             | Tokio (Japón)    | Medalla de plata  | K1 500 m         |
| 1964             | Tokio (Japón)    | Medalla de bronce | K2 500 m         |